# Vyvyn Lazonga
Vyvyn Lazonga (* 18. März 1947 in Seattle als Beverly Bean) ist eine amerikanische Tätowiererin, die in den 1970er Jahren mit ihrer Tätigkeit begann. Sie wurde zu einer der einflussreichsten Tätowiererinnen in den USA und prägte die sich wandelnde Tätowierkunst in den 1970er und 1980er Jahren.

## Leben
Vyvyn Lazonga wurde 1947 als Beverly Bean in Seattle geboren. Schon in ihrer Kindheit entwickelte sie ein Talent für das Malen. Anfang der 1970er Jahre wurde sie von den tätowierten japanischen Motiven Cliff Ravens inspiriert, selbst Tattookünstlerin zu werden. Waren in der ersten Hälfte des 20. Jahrhunderts nur vereinzelt Frauen, meist Ehefrauen von Tätowierern oder Darstellerinnen in Sideshows und Zirkussen, selbst als Tätowiererinnen tätig, nahm ihre Zahl ab den 1970er Jahren zu. 1972 konnte Vyvyn Lazonga eine Ausbildung beim Tätowierer Danny Danzl in Seattle beginnen und gehörte als einzige von wenigen Frauen in der männlich dominierten Tattookunst in den USA zu den Vorreiterinnen in diesem Genre. Sie erledigte Gelegenheitsarbeiten im „Seattle Tattoo Emporium“ von Danny Danzl im Austausch für die Ausbildung und arbeitete zusätzlich in einer Textilfabrik.
1976 war sie Teilnehmerin der vom North America Tattoo Club ausgerichteten ersten „World Convention of Tattoo Artists and Fans“ in Houston, Texas. In den 1970er Jahren gehörte Vyvyn Lazonga zu den wenigen Frauen mit mehreren großflächigen Tätowierungen, die auch ihre Arme bedeckten. Darunter waren unter anderem drei große, von Don Ed Hardy gestochene Paradiesvögel, die sich von ihrer rechten Schulter bis zu ihrer linken Körperseite erstreckten. Ihr Status als weibliche Tätowiererin und stark tätowierte Frau machte sie in der Tattooszene bekannt, führte aber auch zu Diskreditierung und Missachtung durch die männlichen Tätowierer bei Treffen anlässlich von Tattoo Conventions.
1979 änderte sie offiziell ihren Namen von Beverly Bean zu Vyvyn Lazonga, nahm regelmäßig an Tattoo Conventions teil und eröffnete ihr eigenes Studio in der 1st Avenue, Pike Place Market, in Seattle. Zu ihren Kunden gehörten zunehmend Personen, die die femininen und spirituellen Elemente ihrer Motive schätzten. Danach wechselte sie nach San Francisco, wo sie ein Studio im Mission District eröffnete und später in Haight-Ashbury. Dort machte sie die Bekanntschaft einiger der einflussreichsten amerikanischen Tätowierer, wie Lyle Tuttle, Henry Goldfield und Captain Don Leslie. 1990 kehrte sie nach Seattle zurück und führt seitdem ein Studio im Pike Place Market in der 1512 Western Avenue.
Als Inhaberin eines eigenen Studios war es ihr möglich, weitere Frauen auszubilden, ihnen Berufserfahrung zu ermöglichen und sie zu fördern. Sie stellte außerdem bevorzugt Frauen als Mitarbeiterinnen ein, weil sie die Zusammenarbeit als kollegialer, loyaler und unkomplizierter empfand. Ihre Arbeit wurde vielfach in Tattoo-Magazinen vorgestellt und sie schrieb eine eigene Kolumne für das Skin & Ink Magazine.
Neben ihrer sonstigen Tätowiertätigkeit spezialisierte Vyvyn Lazonga sich ab 1985 auf die rekonstruktive Tätowierung von Frauen zur Abdeckung von Mastektomienarben nach Brustkrebsoperationen als Unterstützung der emotionalen Heilung und Genesung. Dazu sticht sie entweder ein Tattoo, um den Anschein einer Brustwarze mit Warzenhof zu erzeugen, oder sie fertigt ein „Cover-up-Tattoo“, um den Bereich auf künstlerische Weise zu verbergen.

## Künstlerisches Schaffen
1972 begann Vyvyn Lazonga während ihrer Ausbildungszeit, Tattoo-Designs zu entwerfen, die sich deutlich von denen ihrer überwiegend männlichen Kollegen unterschieden. Dazu gehörten von indigener Kunst inspirierte schwarz-weiße geometrische abstrakte Entwürfe sowie bunte Blumen, Fische, Vögel und wilde Tiere.
Vyvyn Lazongas Tätowierungen zeichnen sich durch kräftige Farben, schöne Linien und feminine Bilder aus. Sie wurde bekannt für ihre japanisch anmutenden Art-déco- und viktorianischen Blumenmuster, die den natürlichen Kurven des Körpers folgen und „die nackte Haut betonen, anstatt sie zu bedecken“.
Für Vyvyn Lazonga besteht ein wichtiger Teil des Tätowierungsprozesses nach einer Mastektomie „darin, ein Design zu kreieren und zu entdecken, das der Kundin schmeichelt, eines, das ihre weibliche Form betont und der natürlichen Rundungsform folgt, so wie es natürliche Brüste tun würden“.
Von Vyvyn Lazonga stammen einige Tätowierungen für die Tätowiererin Krystyne Kolorful und für David Kotker.

## Auszeichnungen (Auswahl)
Vyvyn Lazonga gewann insgesamt 16 Branchenpreise.
- 1978: Most beautyfully tatooed female für drei von Don Ed Hardy gestochene Paradiesvögel, World Tattoo Artists Convention, St. Paul, Minnesota[2]
- 1985: Best tattooed female, Werk von Vyvyn Lazonga, National Tattoo Association (NTA)[14]
- 2017: Tattoo Industry Icon Award[15]
- Terry Wrigley Award, National Tattoo Association